# Camp de Sušica
- (en) Cet article est partiellement ou en totalité issu de l’article de Wikipédia en anglais intitulé « Sušica camp » (voir la liste des auteurs).

Le camp de Susica  était un camp de concentration et de détention établi par les forces de la république serbe de Bosnie autoproclamée, destiné aux  Bosniaques dans la municipalité de Vlasenica, située dans l'est de la Bosnie-Herzégovine ,.
Le camp se composait de deux bâtiments principaux et d'une petite maison. Les détenus étaient principalement hébergés dans un hangar de 30 mètres sur 50, gravement surpeuplé, où les conditions de vie étaient déplorables. Entre la fin mai et octobre 1992, jusqu'à 8 000 civils bosniaques de Vlasenica y ont été successivement détenus. Le nombre de détenus présents en même temps dans le hangar variait entre 300 et 500.
Hommes, femmes, et enfants, parfois des familles entières, étaient emprisonnés dans le camp. Les femmes et les enfants, y compris ceux âgés de huit ans, étaient généralement détenus pour de courtes périodes avant d'être transférés de force vers des zones sous contrôle musulman. 
Les hommes étaient maintenus au camp jusqu'à sa fermeture à la fin de septembre 1992, puis transférés au camp de concentration plus grand, le camp de Batković, près de Bijeljina.
Les femmes de tous âges subissaient fréquemment des violences sexuelles de la part des gardes ou d'autres hommes autorisés à entrer. Quant aux hommes, ils étaient victimes de brutalités, soumis à un travail forcé, torturés, et parfois exécutés.

Selon Pero Popović, un ancien garde, les détenus masculins étaient souvent alignés contre un pylône électrique à l'extérieur des baraquements et abattus.
Les détenus de Sušica étaient également forcés d'effectuer des travaux, parfois sur les lignes de front. Certains furent tués par les gardes ou succombèrent aux mauvais traitements. Un massacre particulièrement atroce eut lieu dans la nuit du 30 septembre 1992, lorsque les 140 à 150 derniers détenus du camp furent emmenés par bus et exécutés.

## Condamnations pour crimes de guerre
Dragan Nikolić, le commandant du camp, a plaidé coupable de crimes contre l'humanité et a été condamné à 20 ans de prison.
Predrag Bastah et Goran Višković ont été respectivement condamnés à 22 et 18 ans de prison pour leur implication dans les atrocités commises au camp de Sušica.